# Kimon Nicolaïdes
Kimon Nicolaїdes (Washington, 10 juni 1891 - New York, 18 juli 1938), was een Amerikaanse kunstenaar, pedagoog en auteur. Tijdens de Eerste Wereldoorlog diende hij als camouflagekunstenaar in het Amerikaanse leger in Frankrijk. Na de oorlog gaf hij les aan de Art Students League of New York. Nicolaїdes' boek The Natural Way to Draw (1941) stelde een nieuwe methode voor om tekenles te geven, en werd op grote schaal gebruikt.

## Biografie

### Jeugdperiode
Nicolaïdes werd geboren in Washington, waar zijn in Griekenland geboren vader werkte als importeur van Aziatische kunstvoorwerpen. De Amerikaanse voorouders van zijn moeder dateerden uit de koloniale periode. Aanvankelijk verdiende hij zijn brood met verschillende banen, waaronder het inlijsten van foto's en journalistiek.
Ondanks tegenstand van zijn familie ging hij kunst studeren. Hij bezocht de Art Students League of New York in New York, waar hij studeerde bij John Sloan, George Bridgman en Kenneth Hayes Miller. Bij de Art Students League ontmoette hij het avantgardistische echtpaar Wilhelmina Weber Furlong en haar echtgenoot Thomas Furlong.

### Militaire carrière
Hij diende in het Amerikaanse leger in Frankrijk tijdens de Eerste Wereldoorlog, waar hij een van de eerste Amerikaanse camouflagekunstenaars was en naast Barry Faulkner, Sherry Edmundson Fry, Abraham Rattner en anderen in het American Camouflage Corps diende. Tijdens zijn oorlogstaken werkte hij vaak met contourkaarten.

### Carrière als docent
Na de Eerste Wereldoorlog keerde hij terug naar New York om les te geven aan de Art Students League of New York. Een van zijn studenten was Revington Arthur. Tijdens het lesgeven ontwikkelde hij een methode om tekenles te geven. Deze deelde hij in het wereldberoemde en veelgebruikte The Natural Way to Draw (1941).

## Invloed
Ten tijde van de dood van Nicolaïdes was het manuscript voor The Natural Way to Draw onvolledig. Een goede vriendin en oud-student, Mamie Harmon, hield toezicht op de voltooiing en publicatie ervan in 1941. Zijn invloed op het tekenonderwijs is langdurig en substantieel geweest. Zijn boek wordt nog steeds gebruikt. Kort gezegd was zijn tekenlesmethode aan studenten:
1. de rand van het onderwerp te verkennen met 'contourtekenen'
2. het aanmoedigen van vrije en snelle 'gebarentekenen'
3. het aanmoedigen van tonale tekeningen met de nadruk op het gewicht of de massa van het onderwerp
4. (het allerbelangrijkste) het voorschrijven van een dagelijkse oefening in het tekenen vanuit het geheugen

- Bibliothèque nationale de France: cb17103542b (data)
- Gemeinsame Normdatei: 1222916460
- International Standard Name Identifier: 0000 0000 6706 3816
- Library of Congress Control Number: nr94042207
- Bibliotheek van het Japanse parlement: 00472285
- Nationale Bibliotheek van Israël: 987007373554405171
- RKD-Nederlands Instituut voor Kunstgeschiedenis: 96062
- SNAC: w603015h
- Union List of Artist Names: 500053866
- Virtual International Authority File: 44185172
- WorldCat: E39PBJrkYQHcK6MdwPxRqvx4bd